# Drago Grubelnik
Drago Grubelnik, slovenski alpski smučar, * 15. januar 1976, Radlje ob Dravi, † 17. november 2015, Sölden, Avstrija
Svoj najboljši izid kariere mu je uspel v Švici (Wengen)  s tretjim mestom na tekmi svetovnega pokala v slalomu 16. januarja 2000, ko je zaostal presenetljivo le za dvema Norvežanoma Aamodtom in Furusethom. Poleg tega je bil slovenski udeleženec na treh zimskih olimpijskih igrah (Nagano 1998, Salt Lake Cityju 2002 in Torino 2006). Skupaj je Grubelnik odpeljal  87 slalomov in 21 veleslalomov v svetovnem pokalu, a je dosegel zaradi svoje tvegane vožnje cilj le na 36 tekmah. Leta 1998 je bil v Naganu po 18. mestu v prvi vožnji, v drugi diskvalificiran. V Salt Lake Cityju je bil po prvi vožnji na 11. mestu, na drugi progi pa je odstopil. V Torinu je končal tekmovanje na 13. mestu.
Po koncu kariere je delal kot trener, nazadnje kot glavni trener bolgarske smučarske zveze. 17. novembra 2015 je umrl v prometni nesreči v Söldnu.